# Pläner

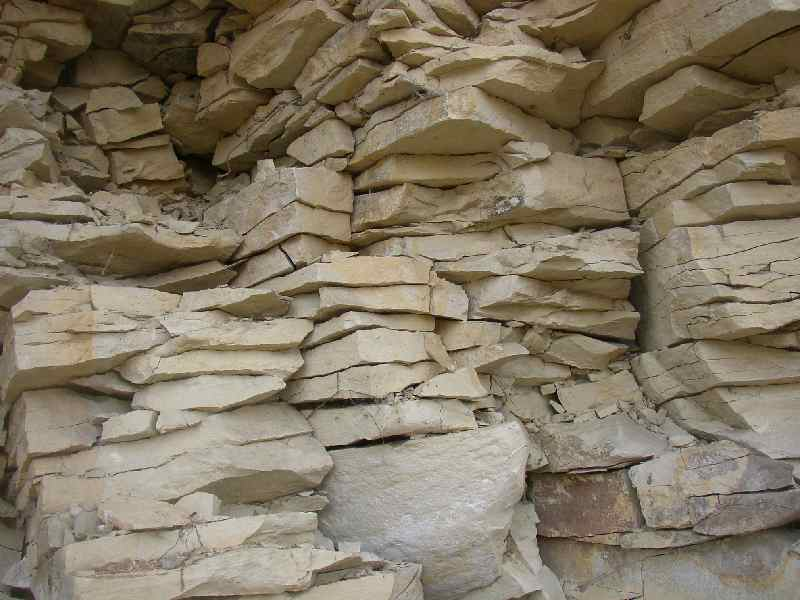
Plänerschichten im Steinbruch Přední Kopanina bei Prag

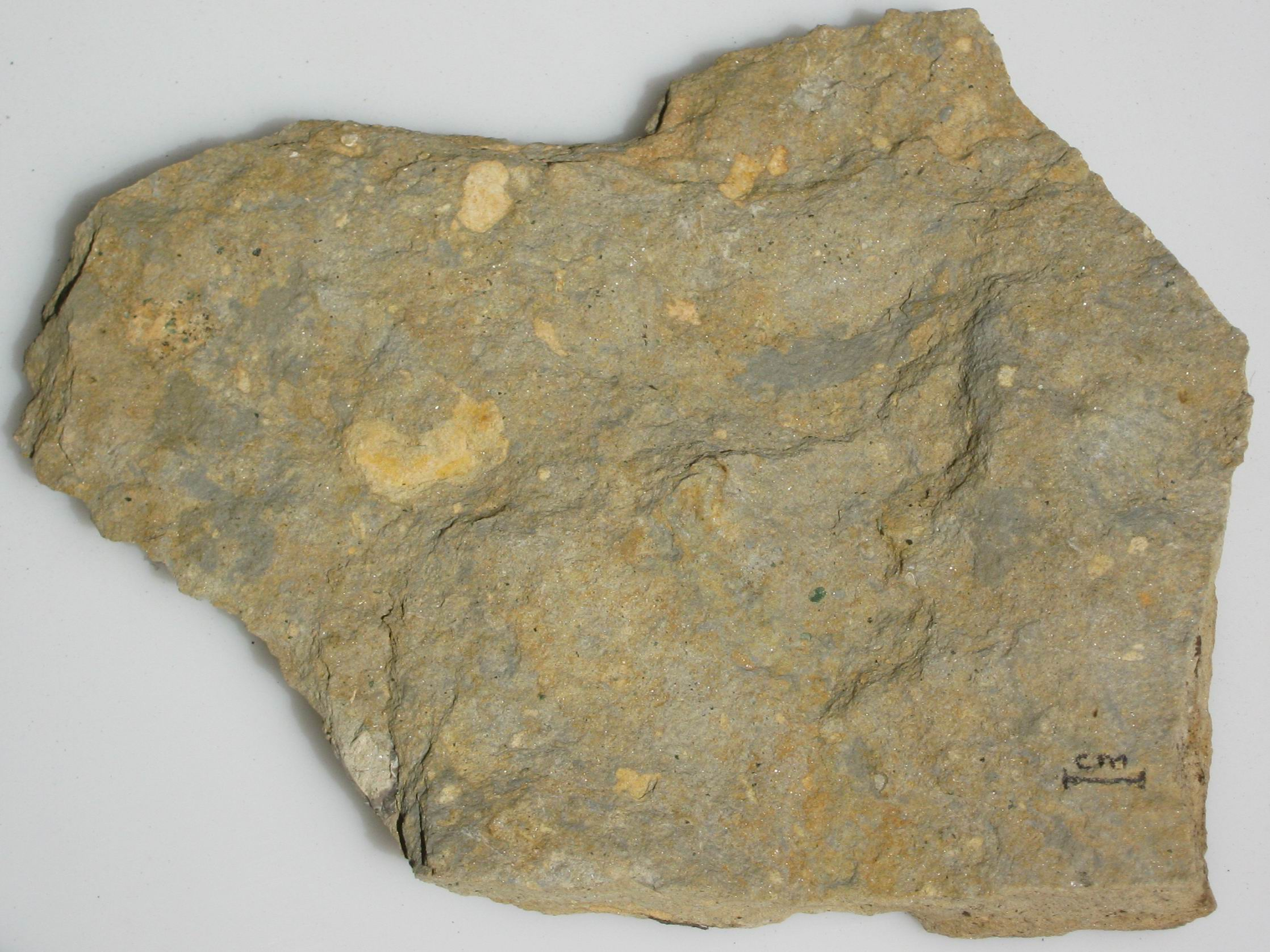
Plänerplatte, Oberfläche mit der typischen Fleckung

Pläner (Singular der, Plural die Pläner) ist die historische bzw. traditionelle summarische Bezeichnung für eine Reihe von marinen Sedimentgesteinen der Oberkreide, insbesondere des Cenoman und Turon in Mitteleuropa und im Baltikum. In modernen geowissenschaftlichen Systematiken findet sich der Ausdruck lediglich noch als Namensbestandteil einiger lithostratigraphischer Einheiten, jedoch nicht als sedimentpetrographischer Terminus. Dessen ungeachtet ist „Pläner“ im Bereich der Baugesteinsforschung, Archäologie und Architekturgeschichte seit langer Zeit und bis heute als Bezeichnung gängig und akzeptiert sowie Gegenstand wissenschaftlicher Untersuchungen. Er ist vor allem in jenen Regionen bekannt, die entsprechende Lagerstätten und bauliche Zeugnisse ihrer Nutzung aufweisen, und besitzt äquivalente Bezeichnungen in mehreren europäischen Sprachen, z. B. gaize (französisch), opoka (polnisch, litauisch), opuka (tschechisch, slowakisch).
Zu den verbindenden Merkmalen der als „Pläner“ bezeichneten Erscheinungen zählt neben der Genese und geochronologischen Einordnung vor allem die relativ feinbankige Struktur mit Schichtdicken von wenigen Millimetern bis maximal etwa 1,5 Meter. Diese ausgeprägte Schichtung hat den Abbau zur Gewinnung von gespaltenen Platten, Mauersteinen oder Bruchmaterial zum Kalkbrennen bereits seit frühen Bauepochen in Europa beeinflusst. Als mineralische Hauptbestandteile werden Quarz, Kalk, Tonminerale und Glimmer (hauptsächlich Glaukonit) genannt, wobei durch die je nach Vorkommen unterschiedlichen Anteilsverhältnisse der Gemengteile praktisch die gesamte Bandbreite zwischen Kalkstein, Quarzsandstein und Tonstein überstrichen wird. Die Farbe der Pläner schwankt zwischen graubeige und goldbeige. Zudem weist das Gestein oft eine charakteristische Fleckung auf.
Das vielgestaltige Erscheinungsbild der Pläner hat sich in einer ebensolchen Vielfalt an Bezeichnungen und Systematisierungsversuchen der einzelnen Typen niedergeschlagen.

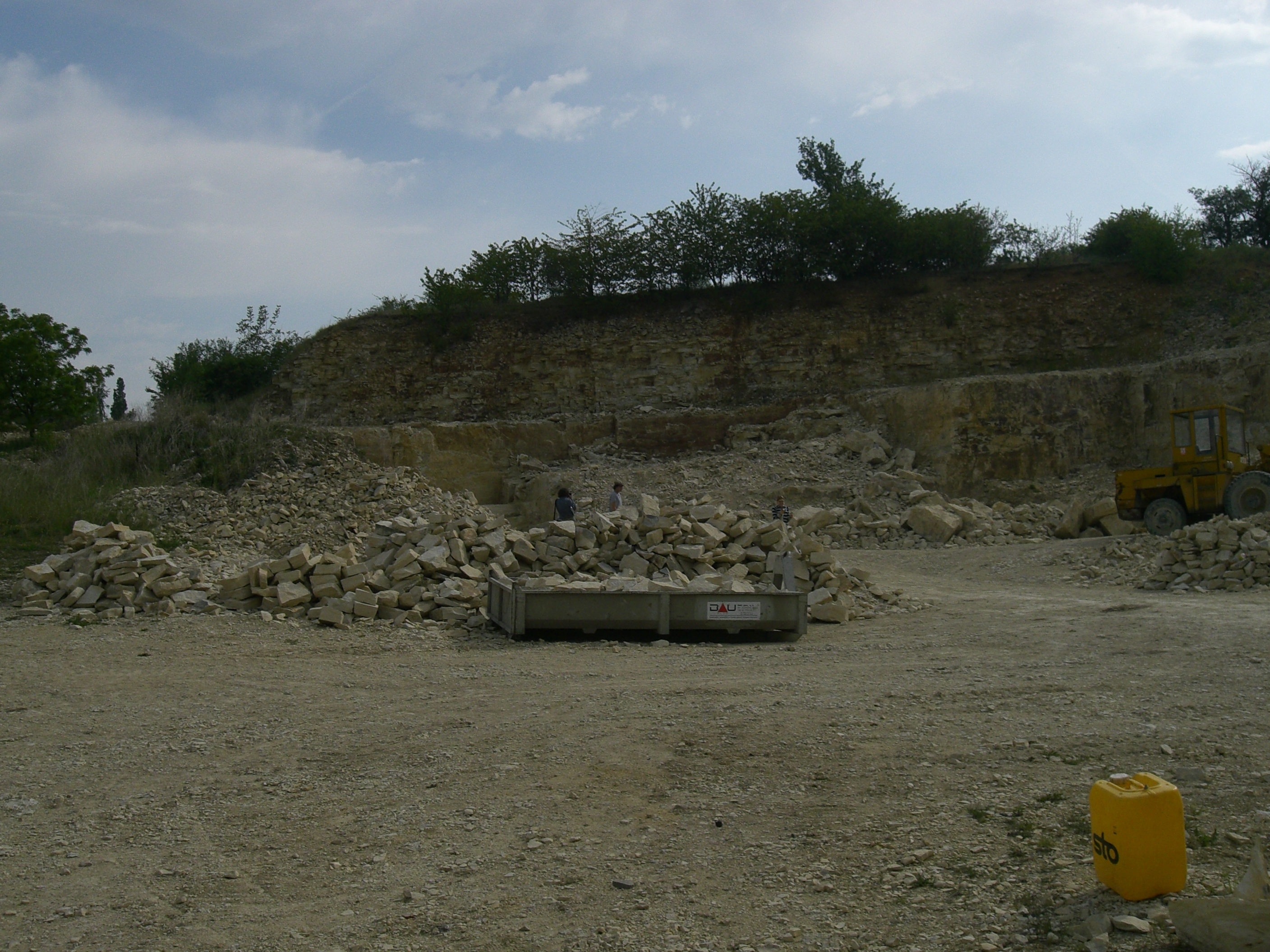
Steinbruch Přední Kopanina bei Prag

Plänermauerwerk, Kirche in Přední Kopanina, Prag (erbaut 12. Jahrhundert)

## Terminus
Die Verwendung des Begriffs Pläner als Bezeichnung einer stratigraphischen Stufe oder lithostratigraphischen Gruppe innerhalb der Kreideformation hat eine lange Geschichte. Schon Johann Friedrich Wilhelm Toussaint von Charpentier verwendete 1778 in seiner Karte über die Mineralogische Geographie der Chursächsischen Lande diese Bezeichnung und unterschied die Kreide Sachsens in den Plänerkalk und den Quadersandstein. Abraham Gottlob Werner folgte dieser Bezeichnung und verwendete sie um 1790 zur Darstellung seiner petrographisch abgeleiteten Schichtenfolge. Zahlreiche Arbeiten griffen sie auf, etwa A. von Strombeck 1857 oder Anfang des 20. Jahrhunderts Hans Stille. Viele der stratigraphischen Bezeichnungen, die diesen Begriff verwenden – etwa Cenoman-Pläner oder Rotpläner –, sind heute nicht mehr gültig, einige werden jedoch auch heute noch als offizielle stratigraphische Bezeichnungen verwendet (Plänerkalk-Gruppe und davon abgeleitete Bezeichnungen).
Die Herkunft des deutschen Wortes „Pläner“ ist umstritten. Einerseits wird das Wort auf die – im Vergleich etwa zu den ebenfalls aus der Oberkreide stammenden, grobbankigen Quadersandsteinen – geringe Verwitterungsresistenz der Pläner im Gelände zurückgeführt, die flache, „sanfte“ (plane) Oberflächenformen hervorruft. Carl Friedrich Naumann und Bernhard von Cotta legten seine Erscheinungsform im Gelände zugrunde und beschrieben es in ihrer Geognostischen Beschreibung des Königreichs Sachsen: "Der Plänersandstein ist häufig in dünne Schichtplatten zerspalten, welche zu der Benennung Pläner Veranlassung gaben und welche unbearbeitet als gute Bausteine geschätzt werden."
Andererseits soll der Name eine Ableitung vom Ortschaftsnamen Plauen sein. Diese Ableitung wird auf den Dresdner Ratsarchivar Otto Richter (1852–1922) zurückgeführt. In der Umgebung von Dresden-Plauen, jedoch auf den gesamten südlichen Höhenzügen von Dresden, befinden sich ausgedehnte Plänerlagerstätten, die bereits im frühen Mittelalter zu Bausteinzwecken ausgebeutet wurden. Richter bezog sich dabei auf eine von ihm wahrgenommene Wandlung von Plauener Stein über Plaunerstein zu Planerstein.
In Johann Christoph Adelungs Grammatisch-kritisches Wörterbuch der hochdeutschen Mundart von 1808 wird angeführt, dass "Pläner" die Pluralform von "Der Planer" ist, was für "flache Steine" steht. Ferner gibt das Wörterbuch eine Erläuterung zum Wortinhalt: "Den Fußboden mit Plänern belegen, mit Platten, sie mögen nun gebrannte Steine oder Bruchsteine seyn." Dieses Zitat lässt auf eine sehr allgemeine bauhistorische Rolle des Begriffes Pläner schließen.
Franz Loewinson-Lessing nennt in der deutschen Fassung seines Petrographischen Lexikons (1893): „Plänerkalk und Plänermergel sind in Platten abgesonderte helle zur Kreideformation gehörige Gesteine.“

### Fremdsprachige Bezeichnungen

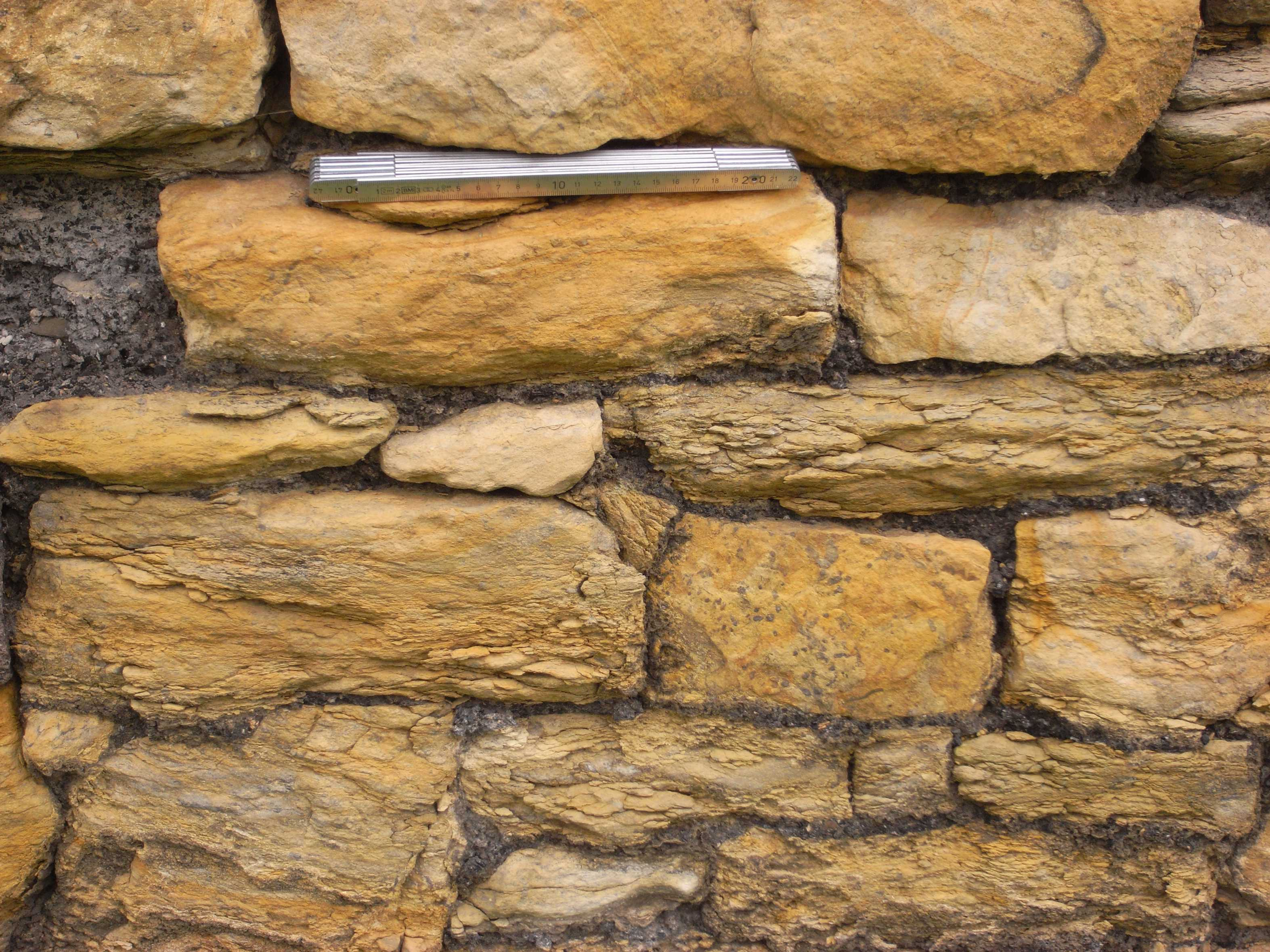
Plänermauerwerk in Dresden-Coschütz

In den westslawischen Sprachen Polnisch und Tschechisch ist der Begriff „Pläner“ unbekannt und dafür unter anderem die Bezeichnung opoka oder opuka üblich. Nach Krištofoviča und Spižarskij ist das russisch опока aus dem Polnischen entlehnt, genauso der litauische Begriff opoka wurde vom baltischen Nachbarland Polen übernommen.
Opoka steht im Altslawischen für Felsen. Aus dem Altslawischen sind weitere Bedeutungen überliefert: Felsboden, Felsengrund, Fundament.
Im Serbokroatischen werden unter opeka zahlreiche miteinander verwandte Sachverhalte verstanden: Backstein, Stein, Ziegel, Ziegelstein. Hier hat das Wort eine sehr allgemeine Bedeutung, welches durch ein kombiniertes Adjektiv eine Vielzahl konkreter Benennungen ergibt. Beispielsweise wird Ziegelerde als glina opekarska bezeichnet.
In älterer geowissenschaftlicher Literatur Böhmens bezeichnet man mit Große Opuka (Velká opuka) und Kleine Opuka (Malá opuka) zwei in den Kohleflözen um Radnice eingeschaltete laterale (planare) Schichtenfolgen von Schiefertonen des Karbons, deren einzelne Lagen eine geringe Mächtigkeit von wenigen Zentimetern bis Dezimetern aufweisen. Die Heranziehung des Wortes "Opuka" im Zusammenhang mit der Beschreibung einer speziellen sedimentpetrographischen Lagebeziehung und Ausdehnung gibt ein Beispiel für dessen sprachliche Anwendung.
Im Böhmischdeutschen Wörterbuch von J. Herzer wird Opuka für die deutschen Entsprechungen Plänerkalk, Planerkalk, Pläner, Tofstein, Planer, Sandschiefer und Sandmergel aufgeführt. Als weitere Bedeutungen sind Kohlenschiefer und Kluft genannt. Als Adjektiv opučný wird der Begriff in Wortverbindung mit "Tof- oder Schiefer-" verwendet. Das tschechische Adjektiv opukastý beschreibt im Deutschen die petrographische Eigenschaft "mergelig", die Begriffe opukalost bzw. opuklost bezeichnen eine "ritzige oder abgesprungene Beschaffenheit" und opukovatý beschreibt einen "schieferigen" Zustand.
Der Pläner trägt darüber hinaus eine Vielzahl unterschiedlicher fremdsprachige Bezeichnungen, oft existieren mehrere in einer Sprache:
- Polnisch: neben opoka auch opoka odwapniona, opoka lekka, ziemia bieląca und geza, margle
- Tschechisch: neben opuka auch silicit, diatomit, spongilit, slínovec
- Russisch: опока (opoka), гэз (gez), геза (geza), пленер (plener), auch: кремнистая глина (kremnistaja glina), кремнистый мергель (kremnistyj mergel)
- Litauisch: opoka
- Rumänisch: Gaize
- Ungarisch: neben opoka auch diatómaföld
- Serbokroatisch: glineni lapor (Tonmergel)
- Englisch: gaize, pläner sandstone, opoka
- Französisch: gaize, auch marne sableuse, pierre morte[17]
- Portugiesisch: gaiza

### Spongilit (Spongiolith)
Eine andere moderne und gelegentlich verwendete Gesteinsbezeichnung ist Spongilit. Sie wird besonders in der Tschechischen Republik angewandt und bezieht sich auf typische fossile Bestandteile des Opukas, die Spongien (Schwämme). In der Fossiliengruppe Porifera werden die Klassen Glasschwämme (auch Kieselschwämme) (Hyalospongea, syn. Hexactinellida) und Kalkschwämme (Calcarea) unterschieden. Beide sind in der Kreidezeit an gesteinsbildenden Prozessen wesentlich beteiligt gewesen.

## Entstehung
Alle hier beschriebenen Pläner entstanden aus Sedimenten eines Epikontinentalmeeres, das in der Kreidezeit mehrmals weite Teile des Erdkrustenbezirks überflutete, den wir heute als Mitteleuropa kennen. Auf dem Höhepunkt der Transgression im Cenoman und Turon (vor etwa 100 bis 90 Mio. Jahren) stand der von Süden her vordringende Tethys-Ozean im Bereich des (heute so genannten) Elbe-Lineaments mit dem nördlichen Ozean in Verbindung. In die relativ flachen Meeresbecken lieferten Flüsse von den umliegenden Festländern und einigen größeren Inseln her Verwitterungsmaterial, das heute als Sandsteine, Pläner und Mergel vorliegt.
In der Nähe von Küstenzonen bildeten sich vorrangig die Quadersandsteine. Durch das verbreitete rasenförmige Wachstum bestimmter Meereslebewesen wie der oben erwähnten Schwämme lagerten sich zusätzlich sehr feine Quarzanteile in die Ablagerungen des Meeres ein. Zusätzlich traten Schlicke aus Diatomeen (Kieselalgen), Bryozoen, Foraminiferen und Coccolithen auf, die nach dem Absterben mit ihren Skelettresten oder Gehäusefragmenten zur Bildung der Pläner entscheidend beitrugen. Ehemalige Flüsse transportierten gelöste Kieselsäure in die Sedimente, die sich später in kolloiden Quarz umwandelte und die Verfestigung des sich bildenden Gesteins förderte. Im Allgemeinen kann man davon ausgehen, dass die Kieselschwämme eher tiefere Meereslagen bevorzugten und die Kalkschwämme in ufernahen Bereichen (vor allem bei Transgressionsbildungen) auftraten. Auf diese Weise sind die erheblichen Schwankungen im Quarz- bzw. Kalkgehalt der Pläner zu erklären.

## Mineralogische Zusammensetzung und petrographische Beschreibung

Klassifikationsschema von Pläner/Opuka nach tschechischen Untersuchungen

Eine besonders verdienstvolle Aufarbeitung der differenzierten Zusammensetzungen jener unter dem Begriff opuka (Pläner) zu verstehenden Gesteine ist von einigen tschechischen Geologen vorgenommen worden. Im Zusammenhang mit historischen Architekturanwendungen und der Darstellungen tschechischer Lagerstätten sowie ihrer petrographisch-mineralogischen Beschreibung wird auf die Arbeiten von Václav Rybařík verwiesen.
Mit einem Dreiecksdiagramm verdeutlicht sich die wechselnde Zusammensetzung des Gesteins. In Ableitung von den oben beschriebenen Entstehungsprozesse der Plänerablagerungen in der Tethys finden sich darin Quarzkörner, detritischer Quarz, opalisierter Quarz, weiterhin Calcit und verschiedene Tonminerale sowie für manche Lagerstätten typischerweise das grüne Silikatmineral Glaukonit.
Die beigefarbenen bis rostbraunen Strukturen werden von Eisenmineralien verursacht. In einigen Plänern ist Goethit und Hämatit nachgewiesen. Die rostbraunen Färbungen sind oft als eisenhaltige Verwitterungsprodukte von Glaukonit anzusprechen. Einige Plänerkalk- und mergelsteine sind – besonders im südlichen Münsterland – im Zuge der oberkreide-tertiärzeitlichen Verwitterung tiefgründig entkalkt und bilden sogenannte Hottensteine.
Wegen der deutlich unterschiedlichen mineralogischen Zusammensetzung verschiedener Plänergesteine wird in älterer geologischer Literatur auch von Plänersandstein, Plänerkalk und Plänermergel gesprochen. Damit wird den bestimmenden Gehalten an Quarz, Kalk und Tonmineralen Rechnung getragen, obwohl die Plänervorkommen ein ähnliches Erscheinungsbild, nämlich einen deutlichen Schichtaufbau und eine Farbenspanne von Grau- bis zu Beigetönen aufweisen.

## Regionale Ausbildung
Entsprechend der Entstehung im Bereich der Tethys und am Südrand des borealen Nordmeeres sind Plänersedimente in ganz Europa  verbreitet, zeigen jedoch je nach Vorkommen deutliche Unterschiede im Alter und in der Ausbildung.

### Deutschland

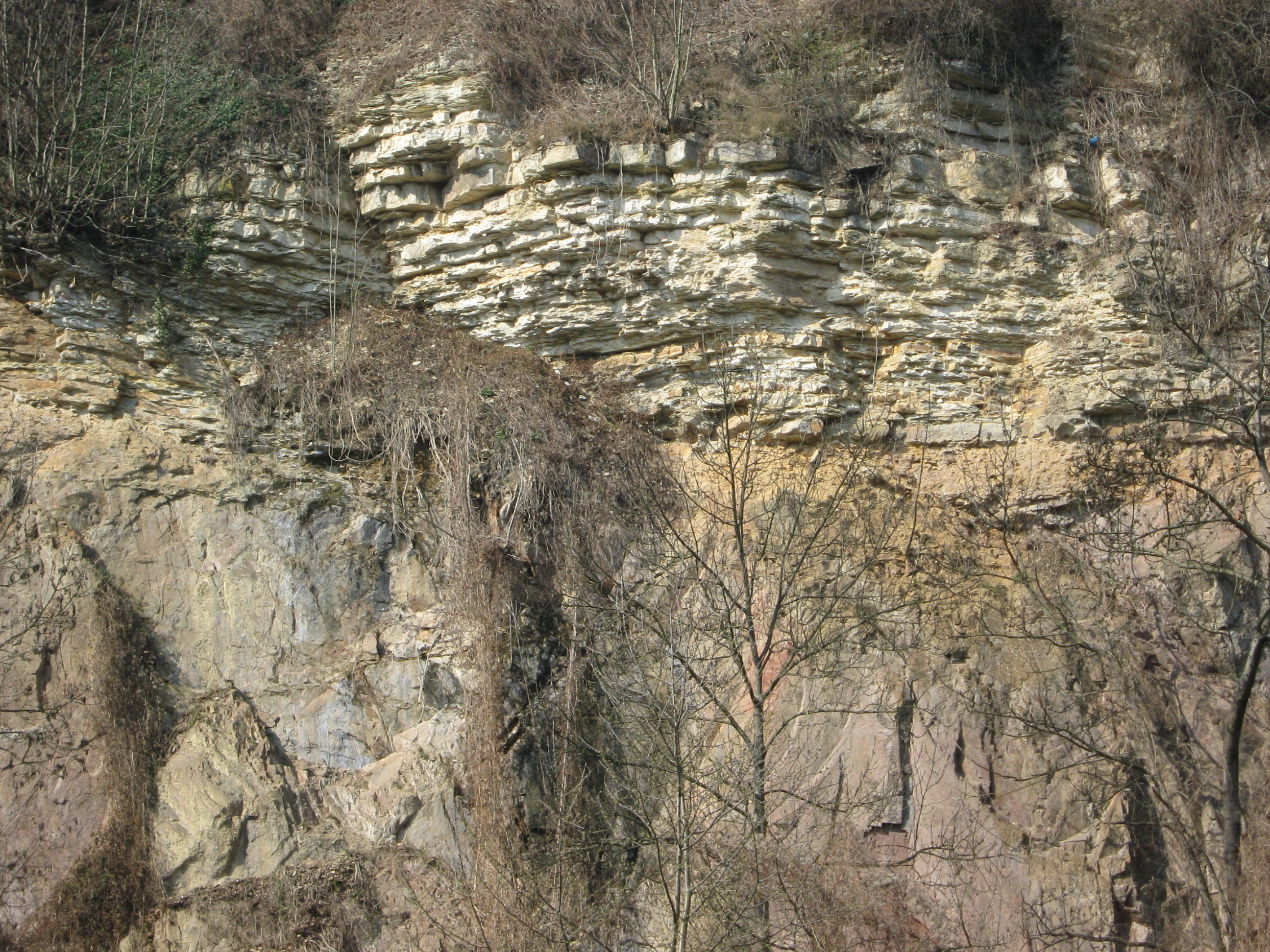
Ratssteinbruch Dresden-Dölzschen: Pläner der Dölzschen-Formation diskordant über Monzonit

- Die stratigraphische Einordnung der Pläner in der südlichen Elbtalzone bei Dresden liegt im Übergangsbereich vom Cenoman zum Turon (beides obere Kreide). Im westlichen Stadtgebiet Dresdens ist die Mächtigkeit des Pläners am größten, sie wächst hier auf 18 m an. In den Aufschlüssen bei Dresden-Naußlitz, so etwa im ehemaligen Ratssteinbruch, sind zahlreiche Spongien und Ausscheidungen amorpher Kieselsäure beobachtet worden. Direkt am Südrand Dresdens (Dresden-Gittersee und Bannewitz-Boderitz) ist der Übergang vom Pläner zum Plänersandstein zu beobachten. Das Gestein verliert seinen Kalkgehalt und zeigt zunehmend feinsandige Anteile.

Große Verdienste bei den frühen geologischen Untersuchungen der Plänerschichten Sachsens haben sich Hanns Bruno Geinitz, Wilhelm Petrascheck, R. Beck und K. Wanderer erworben.
- In Westfalen gab es zahlreiche Abbaustellen von Pläner, die zum Teil heute noch in Abbau stehen. Die cenomanen und turonen Pläner sind im Gegensatz zu den o. g. Vorkommen an die kreidezeitliche Meerestransgression aus dem Bereich des borealen Nordmeeres gegen das Rheinische Schiefergebirge gebunden. Pläner sind im Bereich der südlichen und östlichen Münsterländer Kreidebucht weit verbreitet.

Die Erforschung des Pläners ins Westfalen ist eng mit den Arbeiten von Hans Stille verbunden.

### Litauen

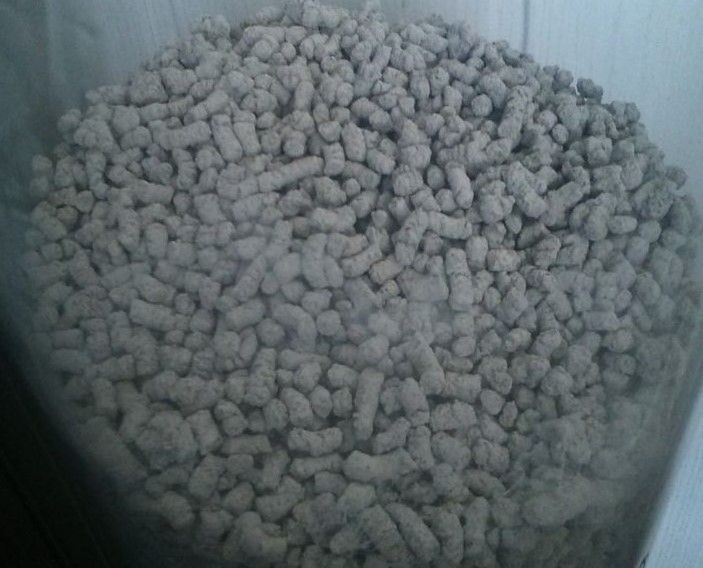
Granulat aus der litauischen Opoka (Hauptbestandteile sind Siliciumdioxid und Karbonat-Opoka)

Pläner (litauisch Opoka) aus der Kreidezeit gibt es bei drei Orten. Litauische Opoka wir von amorpher (opaler) Kieselsäure mit aktiven hydraulischen Eigenschaften dominiert. Aufgrund dieser Eigenschaften kann es hauptsächlich zur Herstellung von Portlandzement verwendet werden (10–15 % des Opoka-Additivs binden das durch die Zementhärtung freigesetzte Calciumhydroxid an das unlösliche Calcium-Hydrosilikat). In der Zusammensetzung beträgt Siliciumdioxid von 63,5 bis 73,2 % und die Karbonat-Opoka von 37,3 bis 64,4 %.
Die Verwendung von Opoka ist zur Herstellung von Puzzolane-Portlandzement, Zierzement, Kalk- und Opoka-Bindemittel, Silikatziegel, Porenbeton und synthetischem Wollastonit möglich. Im Weiteren werden andere Möglichkeiten der Opoka-Synthese untersucht.

#### Stoniškiai
Die größte litauische Opoka-Abbaustelle befindet sich im Dorf Stoniškiai in der Gemeinde Pagėgiai (Bezirk Tauragė, Westlitauen) und entstand 1989. Die Fläche beträgt 25 ha. Opoka (39 Meter dick) liegt in der Tiefe von 9 bis 14 Metern. Von 16 Mrd. Tonnen wurden nur 0,5 Mio. Tonnen abgebaut. Beide westlitauischen Abbaustellenum im Bezirk Tauragė betragen die Fläche von 36,6 ha (sie wurden von 1954 bis 1959 geologisch erforscht).

#### Žemaitkiemis
Die zweite Opoka-Abbaustelle liegt im Dorf Žemaitkiemis, im Amtsbezirk Usėnai, in der Rajongemeinde Šilutė (Bezirk Klaipėda, Westlitauen). Das Grundstück in Žemaitkiemis wurde 1994 in Betrieb genommen. Nur 0,7 Mio. Tonnen Opoka wurde abgebaut. Die verbleibenden Mittel belaufen sich auf 15,9 Millionen Tonnen (Prognose: 24 Mio. Tonnen).

#### Südlitauen
Opoka aus Paläogen befindet sich im südlichen Litauen (in der Region Dzūkija), in der Tiefe von 100 Meter.

### Tschechische Republik
Die im 19. Jahrhundert erfolgten Untersuchungen der Böhmischen Kreide durch Rosiwal, Reuss, Krejčí, Helmhacker, Frič u. a. haben innerhalb der Geschichte stratigraphischen Forschungen eine beispielgebende und wegweisende Wirkung entfaltet.
- Das zusammenhängende Auftreten der tschechischen Pläner/Opukas beginnt bei Kaaden/Kadaň und spannt sich in einem großen Bogen östlich von Prag über Turnau/Turnov und Kolin/Kolín bis nach Blanz/Blansko in Mähren. Ihr Auftreten ist nicht durchgehend und wird von Sandsteinen der Kreide unterbrochen.

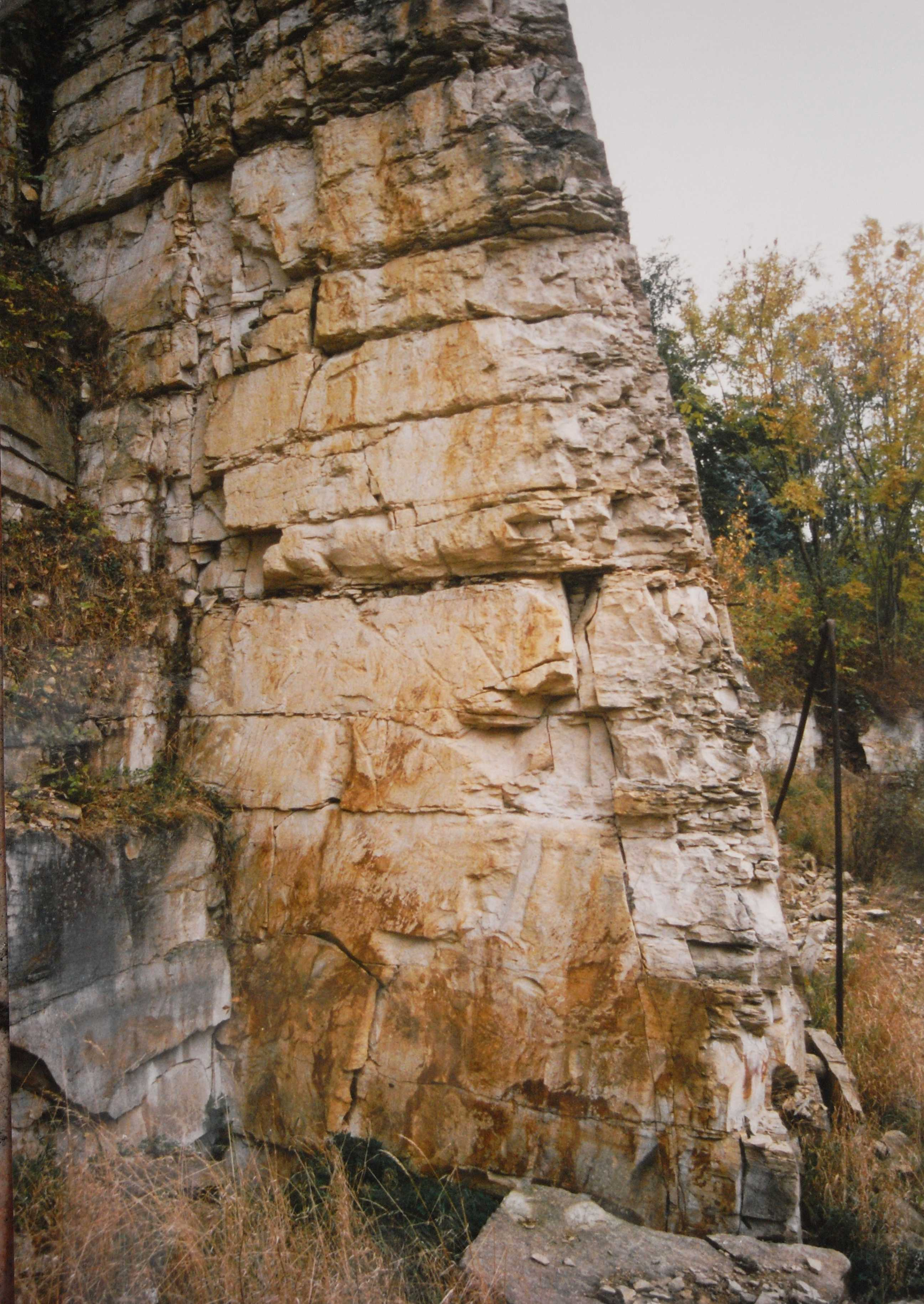
Schichtenaufbau in einem Plänersteinbruch der Tschechischen Republik

Die tschechischen Pläner Nordböhmens und Ostböhmens sind Bestandteil von Sedimentschichten der Kreide (Turon). Im Egerbecken und nördlich von Prag treten die Pläner/Opukas in der Teplitz-Formation (teplické souvrství / oberes Turon mit Übergang zum unteren Coniac) auf. Die Bezeichnung dieser Schichtenabfolge geht auf Jan Krejčí und Antonín Frič zurück und begründet sich aus den gut erkennbaren Aufschlüssen in der Umgebung von Teplitz/Teplice. Die Pläner dieser Schichten zeigen kaum Sande, ihre typischen Fossilien sind Ammonites peramplus, Mant., Nautilus sublaevigatus, d’Orb. und Inoceramen, ferner Haifischzähne.
Seit der Mitte des 19. Jahrhunderts ist in der damaligen geologischen Fachliteratur Böhmens eine weitere plänerführende Sedimentstruktur aus der Kreidezeit mit der Bezeichnung Weissenberg-Formation (bělohorské souvrství / unteres Turon) belegt. Sie besteht aus drei Gliederungen, wobei die obere, der Wehlowitzer Pläner (Vehlovické opuky) und die mittlere, Dřinover Knollenschicht (Dřínovské koule), durch Steinbrüche in Böhmen erschlossen waren. Das Leitfossil ist hierbei Inoceramus labiatus. Die Pläner/Opukas der Weissenberg-Formation waren und sind die wichtigste Quelle für die Plänerarchitektur Nordböhmens. Deren bekannteste Abbauregion befindet sich bei Prag im Bereich des Weißen Berges.
August Emanuel von Reuss untersuchte diese Formation zuerst bei den Ortschaften Hrádek und Třiblic. In der Folge seiner Arbeiten zur Böhmischen Kreide führte er um 1845–46 den Namen Plänersandstein ein.
Zusammenfassend kann man sagen, dass nach moderner petrographischer Sicht für das hier beschriebene Baugestein in der tschechischen Geologie die Faziesbezeichnungen "vápnité jílovce a slínovce" gelten.

### Polen
Die schlesischen Opoka-Ablagerungen der Oppelner Kreide (kreda opolska) in der Schlesisch-Oppelner Depression, also westlich und südlich von Oppeln/Opole, sind im Vergleich zum böhmischen Kreidebecken deutlich kleiner aber von hoher wirtschaftlicher Bedeutung. In der polnischen Fachliteratur werden die Gesteine heute als Tonmergel und Kalkmergel angesprochen.

### Frankreich
Pläner (frz. Gaize) kommt verbreitet im Pariser Becken vor, so etwa in den Argonnen und in den Departements Meuse und Ardennes. Hier stammen diese Gesteine aus der Unteren Kreide (Albium) und dem Cenoman, sie bilden gegenüber den weichen Gesteinen der Champagne eine deutliche Steilstufe mit tief eingeschnittenen Tälern und ist gekennzeichnet durch arme Böden.

## Nutzung als Rohstoff
Pläner finden sich in Mitteleuropa an zahlreichen Stellen in Westfalen, Sachsen, Schlesien und Böhmen, wo er als Baugestein oder zur Kalk- bzw. Zementherstellung genutzt wurde.

### Sachsen
Zahlreiche ehemalige und heute kaum noch auffindbare Steinbrüche liegen am Südrand von Dresden. Sie befinden sich hauptsächlich in den Dresdner Orts- und Stadtteilen Ockerwitz, Leutewitz, Naußlitz, Coschütz, Kaitz, Mockritz und Leubnitz-Neuostra sowie im Bannewitzer Ortsteil Cunnersdorf. Der Pläner wurde für Bruchsteine und zugehauene Stücke zum Mauerbau, zur Ziegelherstellung und später auch als Pflasterstein gewonnen.

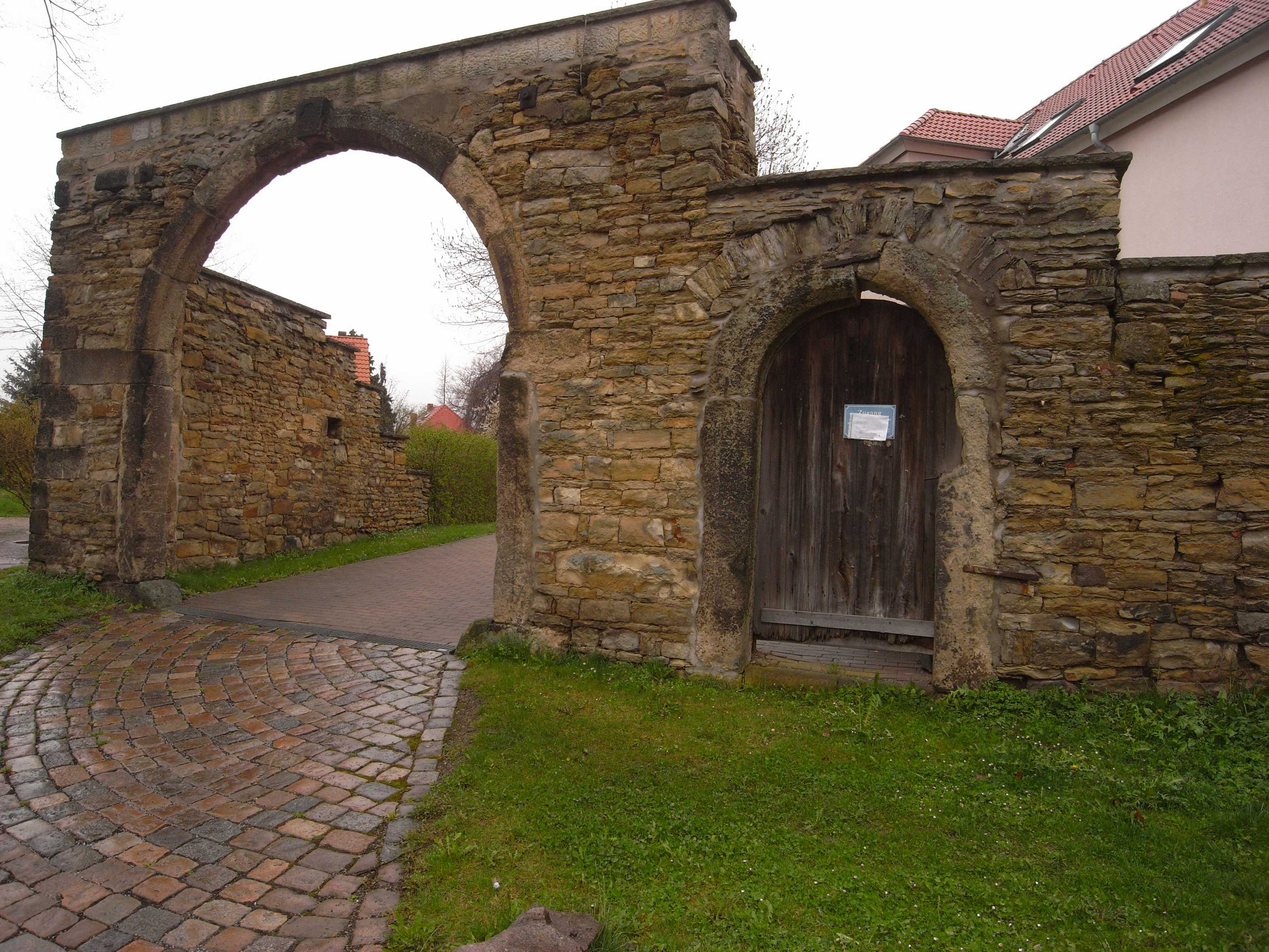
Plänermauerwerk, Hofeinfahrt eines ehemaligen bäuerlichen Grundstücks im Westen Dresdens

Der für Bausteine bevorzugt genutzte Pläner entstammt dem Cenoman/Unter-Quader (früher: Carinatenpläner/Carinatenplänersandstein), einer kalkig-sandigen Facies (R. Beck) einschließlich ihrer cenomanen-turonen Übergangsschichten. Hier waren größere und kompakte Werksteinstücke möglich. Die Formation findet ihre äquivalente Fortsetzung in den Sandsteinen des Tharandter Waldes und der Dippoldiswalder Heide, die ebenfalls als Quelle zur Werksteingewinnung in der gesamten Region dienten.
Der in dünnen Schichten ausgeprägte Pläner aus den Labiatusschichten (Unteres Turon/Brießnitz-Formation) fand hauptsächlich zum Ausfüllen von flachen Mauerschichtebenen und Mauerlücken seine Verwendung. Daher stammt auch der Name „Zwickpläner“ (Zwickeln).
Oft sind beide Plänerfacies in den Mauern der Siedlungen des Dresdner Südens anzutreffen.

### Westfalen
Die westfälischen Pläner des Münsterlandes hatten im Straßenbau und in der Werksteingewinnung eine gewisse Bedeutung. Der Abbau konzentrierte sich auf die Regionen um Lichtenau. Bei Altenbeken ist eine Gewinnungsstelle, die auch zum Bau des Altenbekener Viadukts und zur Mauerung im Altenbekener Tunnel diente. Ferner bestanden Abbaustellen bei den Orten Schwaney und Buke.
Bei den Orten Niederntudorf, Kirchborchen, Neuenbeken, Steinbeke, Dörenhagen, Dahl, Eggeringhausen und Busch (alle unweit von Paderborn) wurden Pläner aus Schichten des Turon abgebaut.

### Böhmen

Plänerarchitektur bei Skuteč (Ostböhmen)

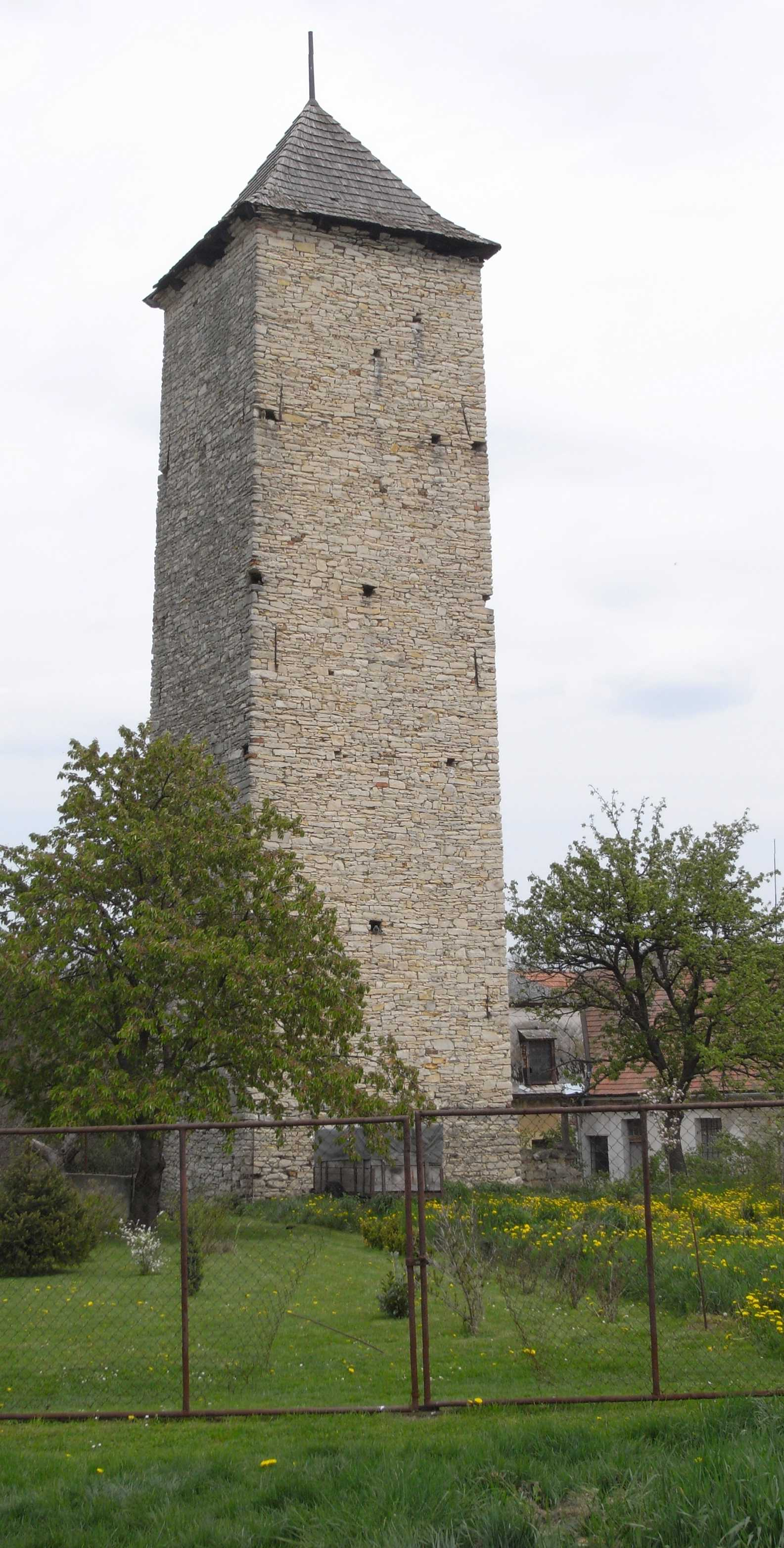
Wasserturm (Plänermauerwerk) von 1662 in Chrast, Ortsteil Chrašice / Tschech. Rep.

Zahlreiche Abbaustellen befanden sich in Nordböhmen, insbesondere im Dreieck zwischen Leitmeritz/Litoměříce, Laun/Louny und Prag.
Eine noch heute erhaltene und zu Denkmalzwecken betriebene Abbaustelle (Flächendenkmal) liegt am nördlichen Stadtrand von Prag im Stadtteil Přední Kopanina. Der Plänerabbau nahe Prag erlangte wegen der städtischen Entwicklung und seiner leichten Verfügbarkeit im Zeitraum vom 12. bis zum 15. Jahrhundert seinen Höhenpunkt. Das Dorf Kamenné Zboží wurde teilweise in einem Plänerbruch angelegt.
Bedeutende Lagerstätten befinden sich in der Region Laun/Louny, vor allem im Raum Břvany (Hrádek, Raná, Lenešice) und im Džbán (Třeboc, Měcholupy, Mutějovice, Krupá, Řevničov). Sie bilden für die Betonproduktion eine wichtige Grundlage.
In Ostböhmen bestehen große Bereiche der kreidezeitlichen Ablagerungen aus Plänern/Opukas. Zwischen den Städten Chrudim, Chrast, Hohenmauth/Vysoké Mýto, Leitomyšl/Litomyšl und Politschka/Polička sind durchweg Pläner/Opukas vorhanden. Sie wurden an vielen Stellen für den lokalen Bedarf abgebaut. Heute ist nur noch der Steinbruch in Přibylov bei Skutsch/Skuteč aktiv.
Der Gesteinsabbau ist nach Literaturquellen aus dem 19. Jahrhundert belegt aber anhand von bestehenden Bauwerken als wesentlich älter einzuschätzen.

Opukamauerwerk, Bauernhaus in Doksany / Nordböhmen
Opukabodenbelag, Eingang zum Klipcerovo-Theater in Hradec Králové (Säulen aus Božanov-Sandstein)
Opukamauerwerk, ehemaliges Gutsgebäude in Přestavlky / Ostböhmen
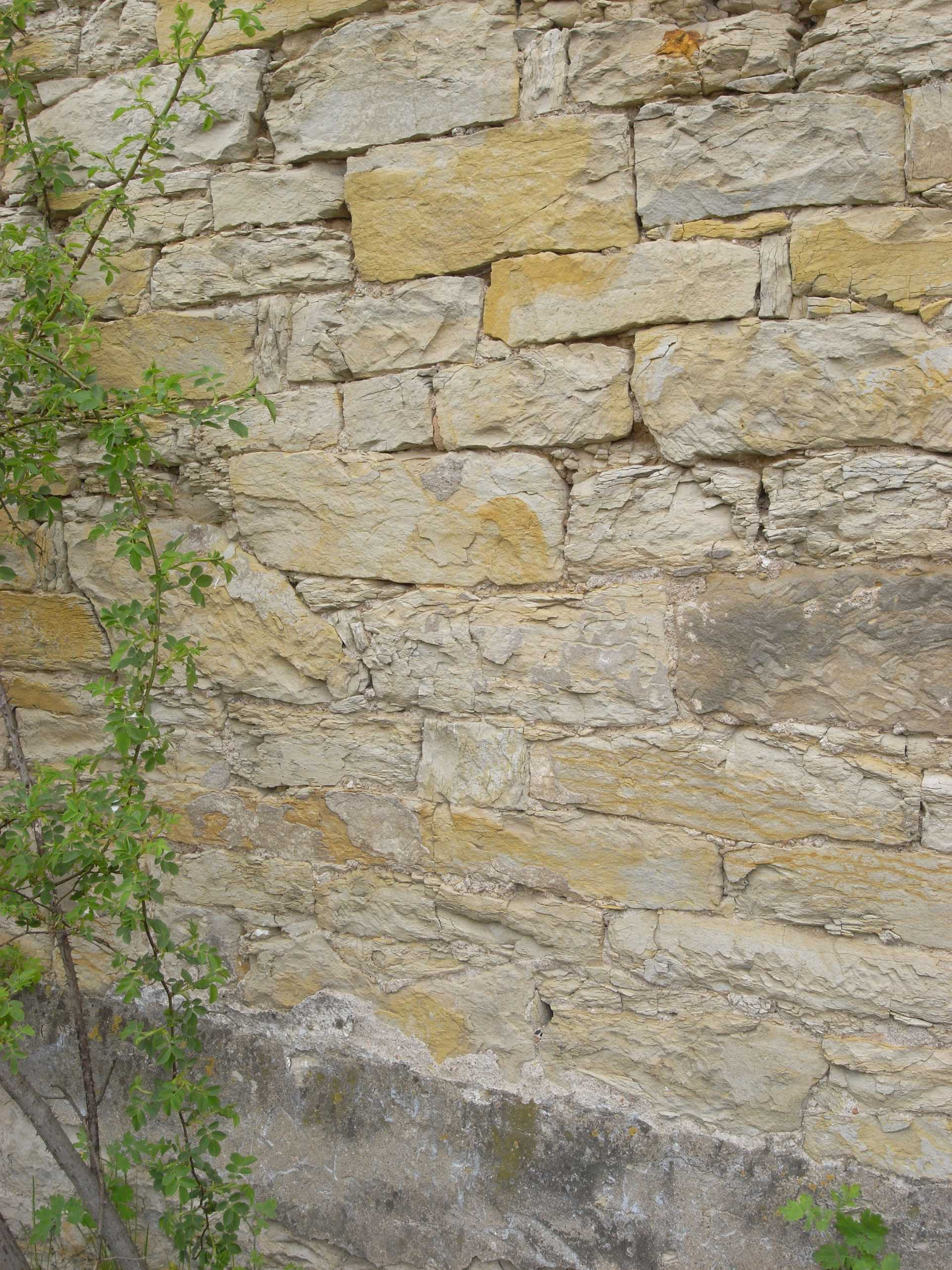
Opukamauerwerk, Scheune in Zaječice / Ostböhmen

### Polen
- In den Abbauregionen Schlesiens, im Umfeld der Stadt Oppeln/Opole, wurden die kalkigen und über 40 m mächtigen Plänerablagerungen seit 1857 (Fa. Grundmann) zur Herstellung von Portlandzement abgebaut. Heute werden die Lagerstätten von der polnischen Zementindustrie intensiv genutzt.

- Im Heiligkreuz-Gebirge/Góra Świętokrzysky ist eine Opoka-Lagerstätte (obere Kreide) auf Abbauwürdigkeit untersucht worden.

- Nahe der südostpolnischen Ortschaft Bełżec befinden sich größere Opoka-Lagerstätten. Ihre fossile Zusammensetzung zeigt hauptsächlich Radiolarien, Diatomeen und Spongien.

- Opoka-Vorkommen sind in der Galizisch-Podolischen Niederung, die auch in die Ukraine hineingreift, großflächig vorhanden.

### Weitere Länder
In Weißrussland, im Gebiet von Grodno existieren Plänerablagerungen.
In Russland existieren Plänerlagerstätten in weiten Sedimentablagerungen seines europäischen Teils und an den östlichen Abhängen vom Ural. Sie werden zur Zementgewinnung und im Ural zur Glaukonitförderung (Farbpigment) genutzt.

## Bedeutende Verwendungen in der Architektur
Im Raum Dresden sind die erkennbaren architektonischen Zeugnisse in der dörflichen Architektur des linkselbischen Gebietes zwischen Heidenau und Wilsdruff vorhanden. Wesentliche bauliche Hinterlassenschaften finden sich hier als alte Grundstücksbegrenzungsmauern und Gebäudemauern einiger Dorfkerne im südlichen Dresden. Massive Architekturteile sind weitgehend aus Sandsteinen und Plänersandsteinen aus regionalen Vorkommen gefertigt worden.
Bei den archäologischen Arbeiten im Stadtzentrum Dresdens finden sich immer wieder zahlreiche Beispiele aus gebrochenen Plänersteinen im Grundmauerwerk von den ehemaligen Gebäuden der mittelalterlichen Innenstadt. Pläner ist das bestimmende Baumaterial in der Architektur des mittelalterlichen Dresden.

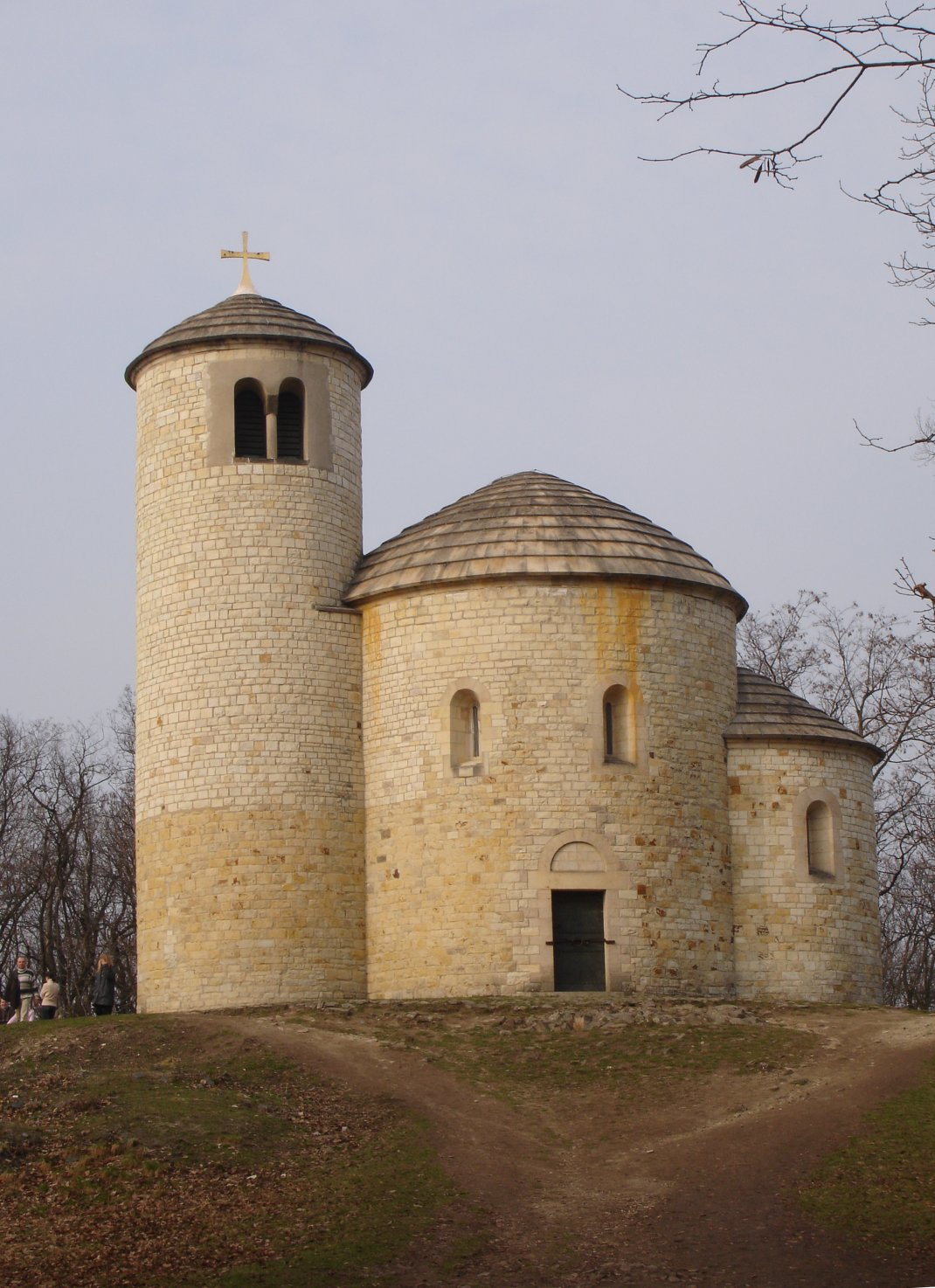
Plänermauerwerk, Rotunde auf dem Gipfel des Říp

Die mittelalterliche Architektur von Prag ist ebenso durch den Pläner/Opuka stark geprägt. Hier sind noch zahlreiche alte Hochbauten mit großem Anteil von Plänermauerwerk erhalten geblieben. Das bekannteste Zeugnis ist die romanische runde Kapelle (Rotunde) St. Martin im Stadtteil Vyšehrad. Ihre Erbauungszeit liegt im letzten Drittel des 11. Jahrhunderts unter Vratislav II. Nach seinem optischen Erscheinungsbild spricht man in Prag vom Zlata Opuka (Goldener Opuka/Pläner).
Ein anderes sehenswertes Baudenkmal der böhmischen Architektur ist die Rotunde auf dem Berg Říp (Georgsberg) bei Melnik/Mělník. Ihre Erbauung liegt im Jahr 1126 und sie ist dem Heiligen Georg gewidmet.

## Galerie

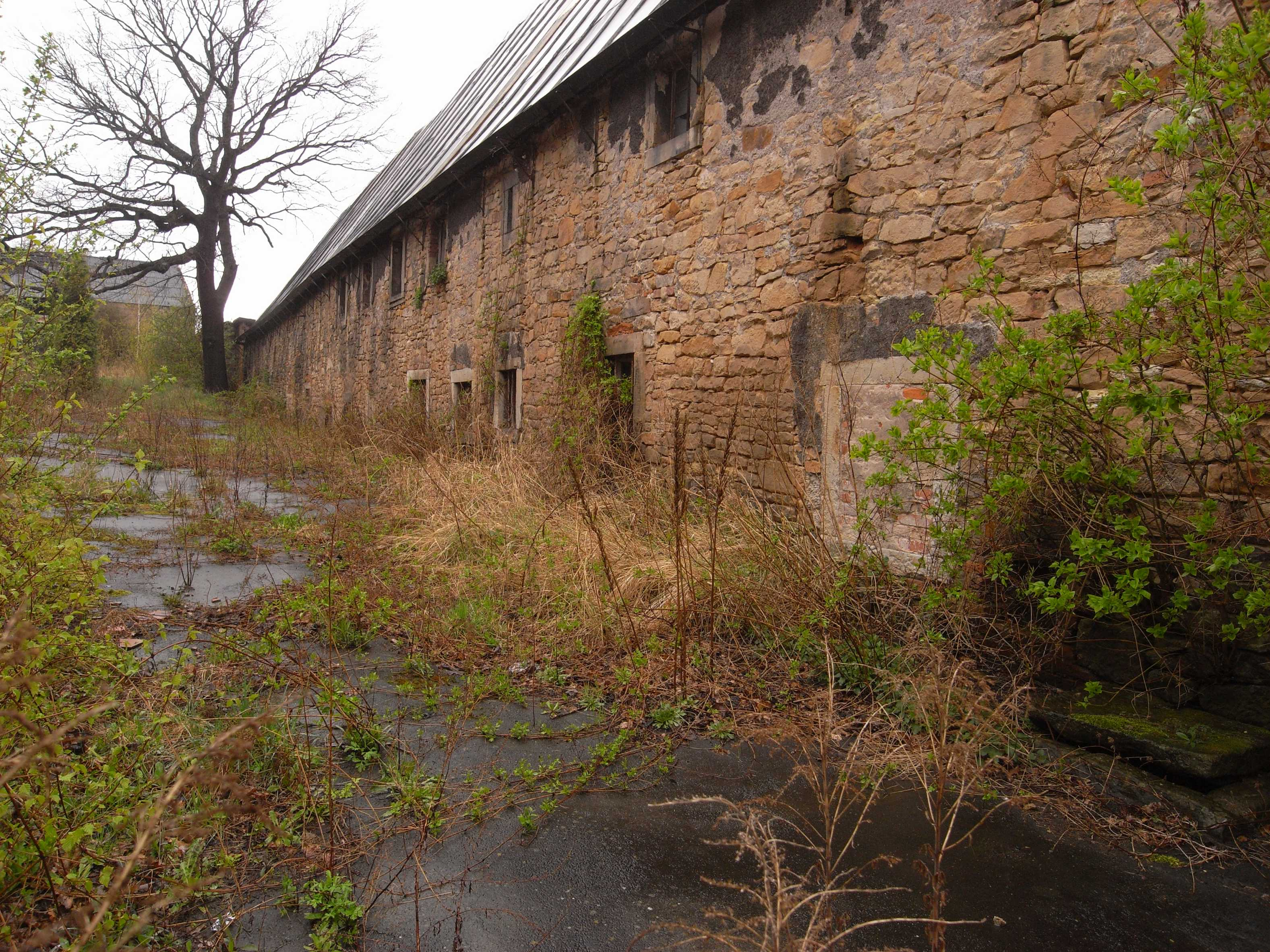
Plänermauerwerk, Hauswand im Dresdner Süden
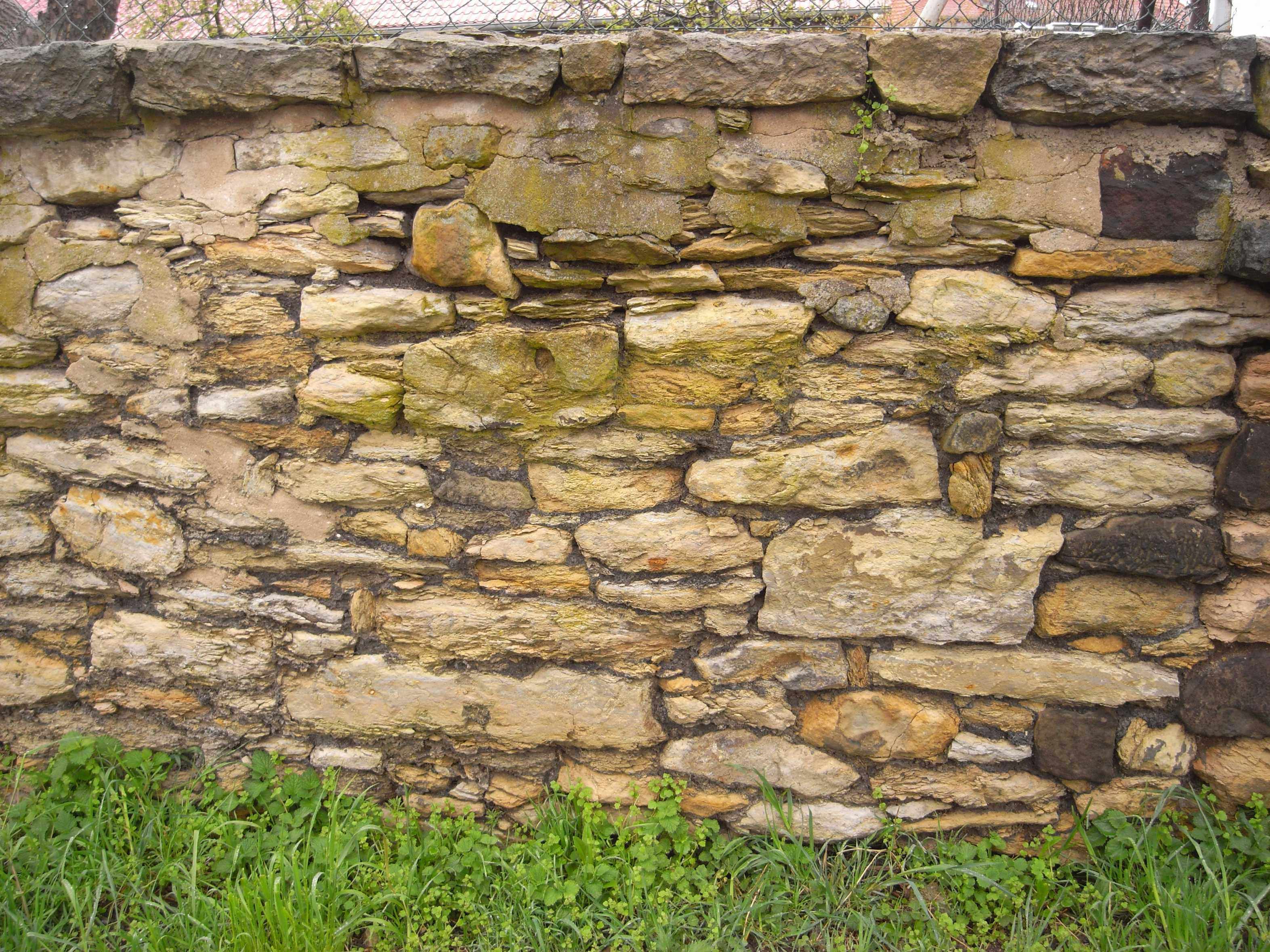
Plänermauerwerk, Gartenmauer im Dresdner Süden
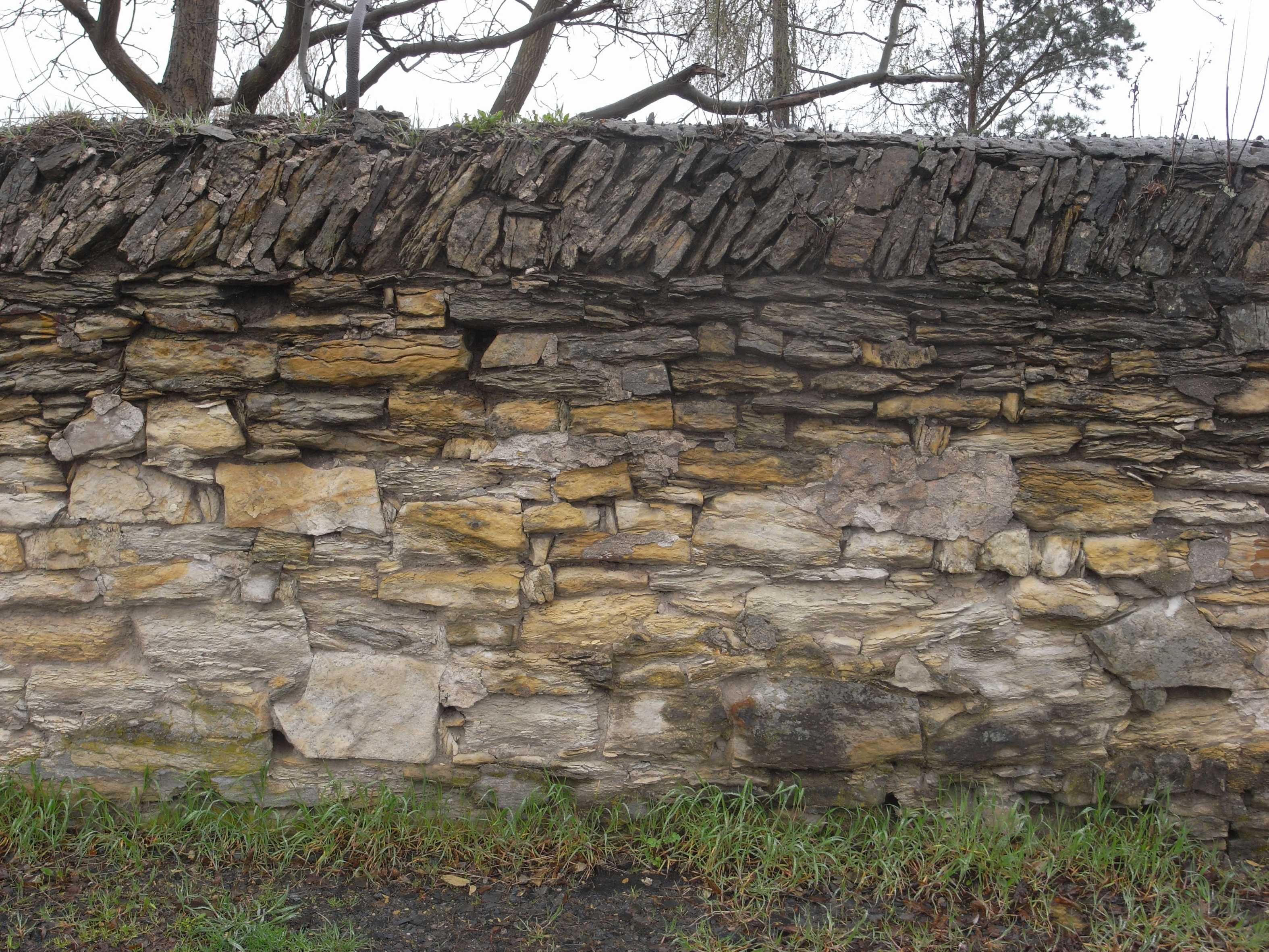
Plänermauerwerk, Gartenmauer im Dresdner Westen
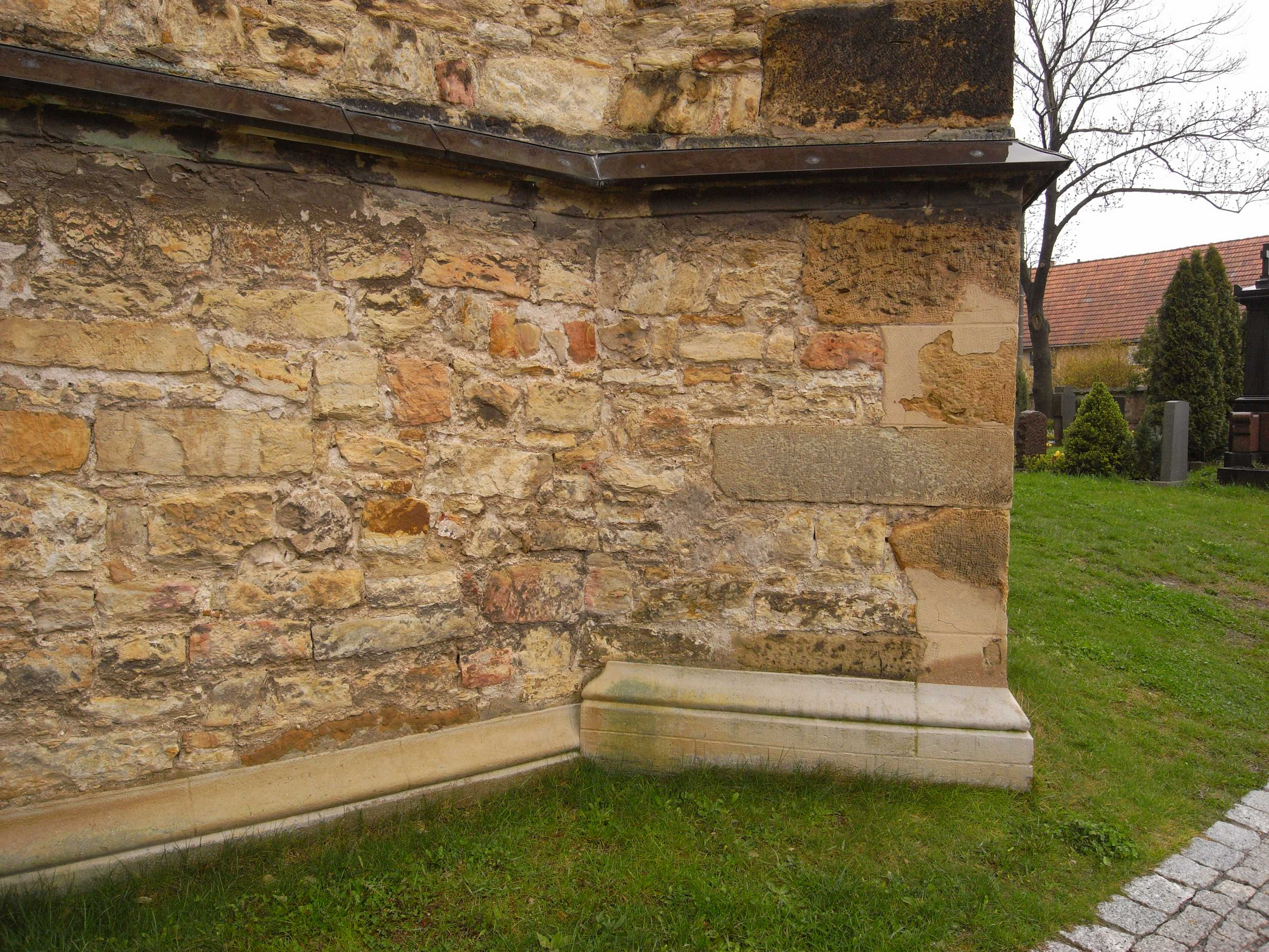
Plänermauerwerk, Kirche Leubnitz-Neuostra in Dresden